# スマトラ島

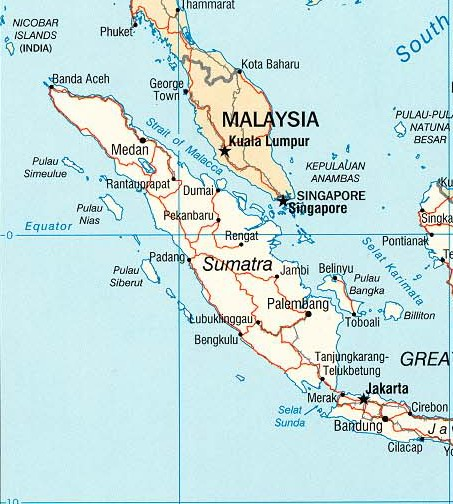
主要都市。スマトラ島は面積において世界第6位。水平の青線は赤道、垂直は東経100度

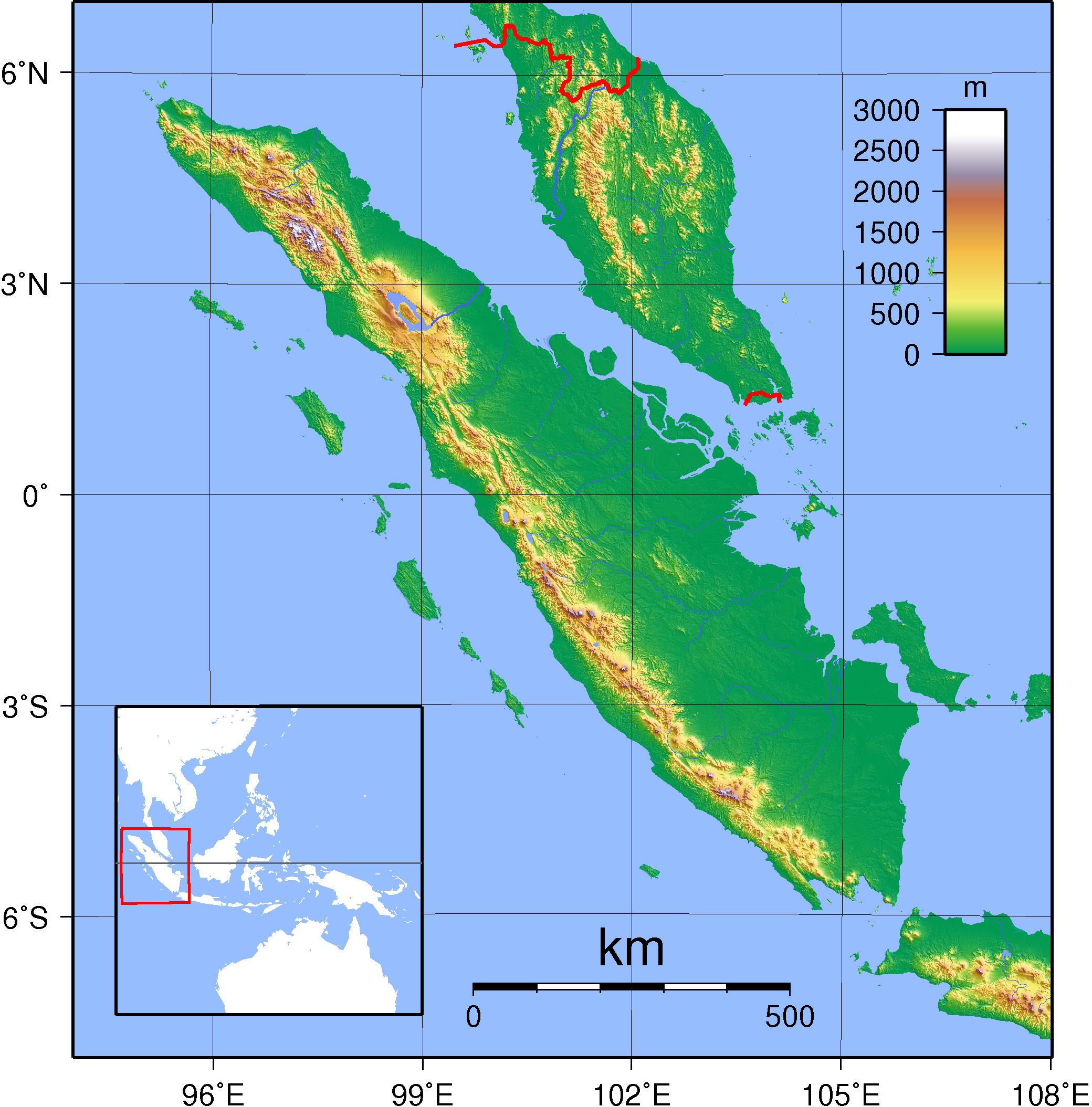
地形図

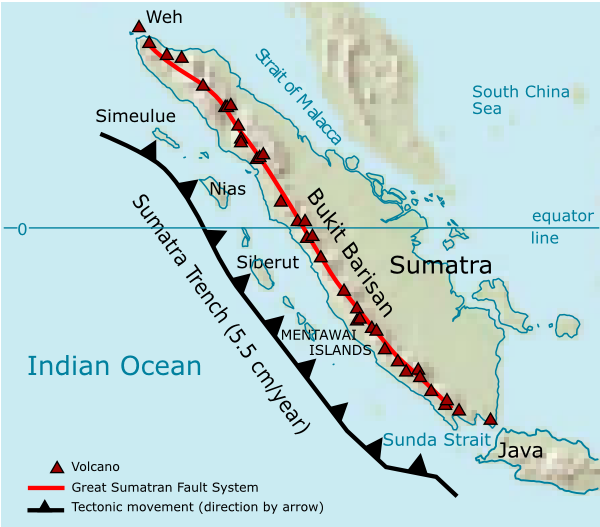
赤線がスマトラ断層。赤の三角が火山

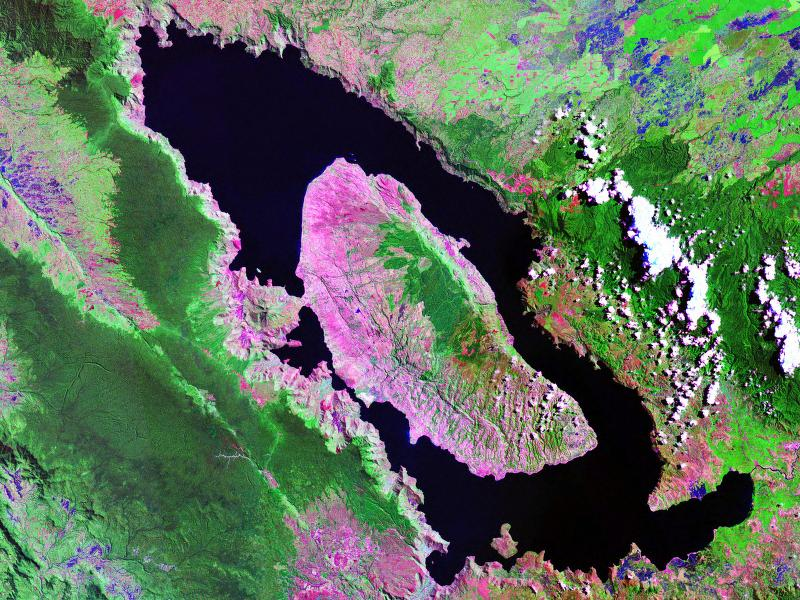
島北部にある巨大カルデラのトバ湖

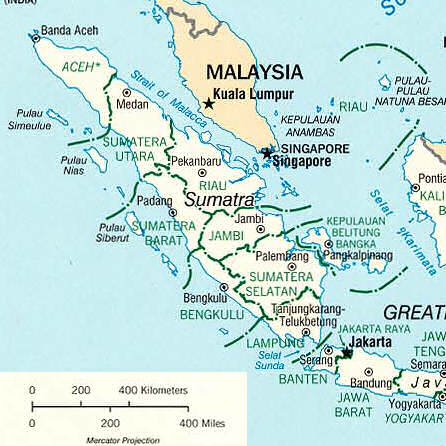
行政区画

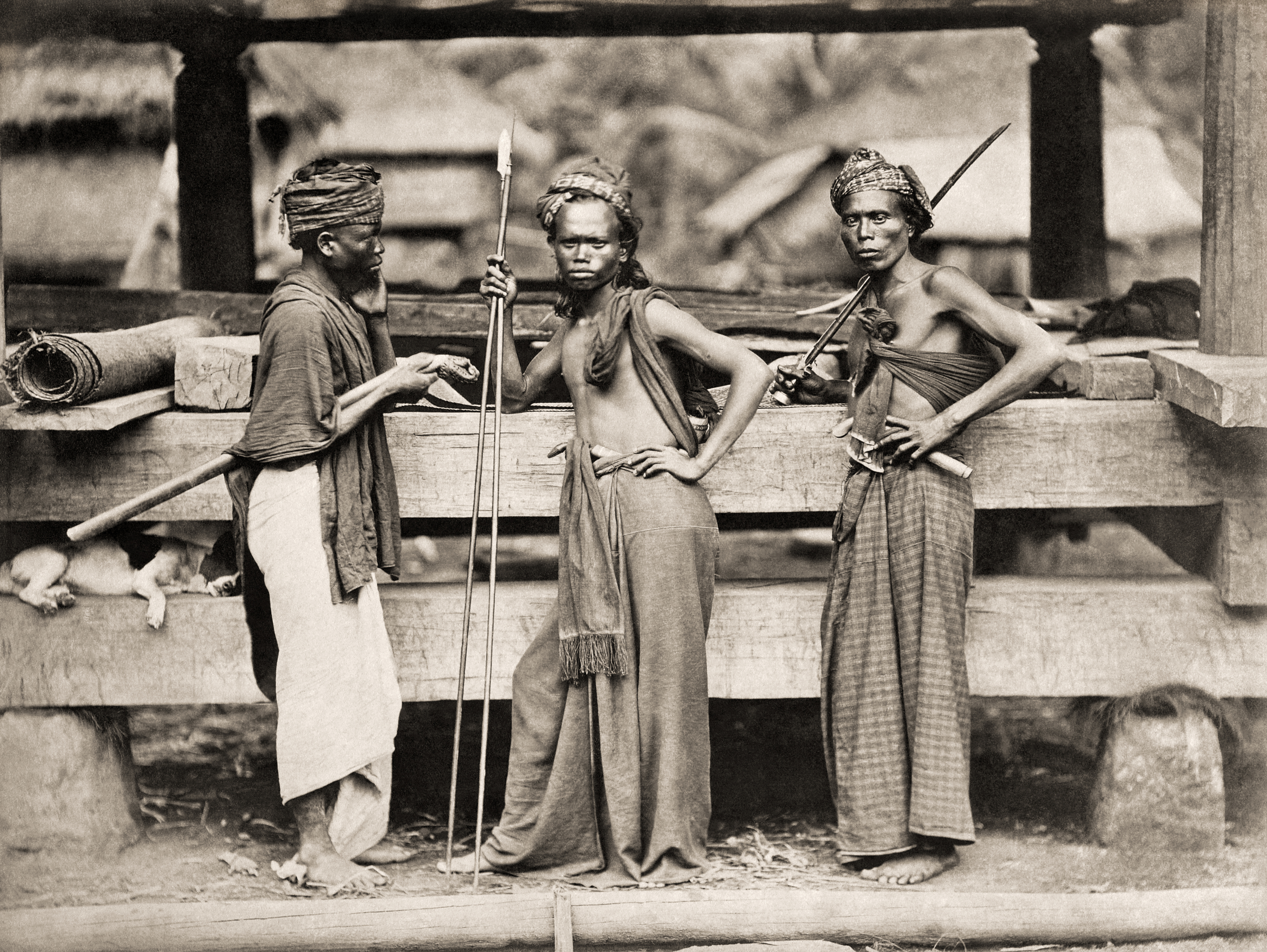
バタック人の戦士（1870年）

スマトラ島（スマトラとう、インドネシア語: Pulau Sumatera、マレー語:Sumatera、アチェ語:Ruja、ジャワ語:Sumatra）は、全域がインドネシア共和国、大スンダ列島に所属する世界で6番目に大きい島である。北部にはインドネシアで5番目に人口の多い都市メダンがある。マレー半島やカリマンタン島と同様に油田が存在し、特に中部のミナス油田はインドネシアで埋蔵量、産出量ともに最大である。

## 歴史
マラッカ海峡に臨み東西交通の要衝であるため、古代からシュリーヴィジャヤ王国（7世紀-13世紀）などの諸王朝（en:Dharmasraya、en:Pagaruyung Kingdom）が興った。その後はスマトラ島の大部分はマジャパヒト王国の支配下に入っている。古くはヒンドゥー教、仏教が優勢であったが、交易を通じてイスラム教が流入し、13世紀末からイスラム教王朝の支配もあった（サムドラ・パサイ王国、アチェ王国、シアク王国）。
1292年、マルコ・ポーロがサムドラ・パサイ王国を訪れている。14世紀にはイブン・バットゥータが訪れている。15世紀には明の鄭和がスマトラ（蘇門答剌）に寄航している。16世紀以後ポルトガル、イギリス、オランダが進出。
パドリ派とアダット派（オランダ軍が支援）の間でパドリ戦争（1821年 - 1837年）。北部アチェ王国が最後まで抵抗したが、1873年から1914年にかけてのアチェ戦争後、オランダ東インド会社の支配権が確立した。
太平洋戦争において、パレンバンの豊富な石油資源を求めて日本が1942年に占領したが、1945年に終戦。
期間中、スマトラにおける戦没者数は、陸軍2700人、海軍500人。終戦後に陸軍5万9500人、海軍100人が復員を果たした。
1949年のインドネシア独立後は、豊富な石油資源をもとに経済開発の中心のひとつとなっている。
1970年代以降、インドネシア政府のジャワ島人口分散の一環として、200万人以上がスマトラに移住した。

## アチェ州分離独立運動
19世紀までは北部にアチェ王国が存在したが、オランダによって征服された。第二次世界大戦後、イスラム教の流れからイスラム共和国建設の流れを強め、アチェ王国の流れをくむ武装勢力自由アチェ運動が、アチェ州の分離独立を求めてインドネシア軍と戦闘を行っていた。しかしながら、2004年12月のスマトラ沖地震において当地が地震と津波の甚大な被害をこうむったことを契機に、和平交渉の端緒が開かれた。2005年8月15日にインドネシア政府とアチェ自由運動の間でヘルシンキ和平合意が調印され、戦闘は終結した。

## 地理
長さ1,790キロメートル、幅最大435キロメートルでインド洋と南シナ海を隔てる島である。マレー半島との間はマラッカ海峡、南のジャワ島を隔てる海峡はスンダ海峡で、どちらもアジアの輸送要衝である。
島の西海岸沿いに火山活動を伴うバリサーン山脈(バリサン山脈)が走り、最高点はクリンチ山（3,805メートル）。メダン南のトバ湖は、ここ200万年で地球最大の噴火が起こった跡のカルデラ湖。避暑地、観光地として有名で、湖に浮かぶサモシール島はバタク人の伝統家屋や舞踊などが楽しめる。
中部高原はスマトラの人口の集中地をなすが、東海岸の大部分は湿原が展開し、人口は希薄。北部アチェ州は古くから交易が盛んで、インドネシアで最も早くイスラム教を受け入れた場所である。ほぼ中央部を赤道が走り、高温多雨。主要都市はメダン、パレンバン、パダン。スマトラ島北西端部には標高1,601メートルのラヤ山がある。
- シナブン山（北スマトラ州）

### 断層と地震
横ずれ断層のスマトラ断層、沈み込み帯のジャワ海溝（スンダ断層）があることから、オーストラリアプレートがスンダプレートの下に沈み込むプレート境界型の地震スマトラ島沖地震を多発させる。

## 行政区画
1. アチェ州 - （バンダ・アチェ）
2. バンカ＝ブリトゥン州 - （パンカルピナン）
3. ブンクル州 - （ブンクル）
4. ジャンビ州 - （ジャンビ）
5. ランプン州 - （バンダールランプン）
6. リアウ州 - （プカンバル）
7. リアウ諸島州 - （タンジョン・ピナン）
8. 西スマトラ州 - （パダン）
9. 南スマトラ州 - （パレンバン）
10. 北スマトラ州 - （メダン）

## 要目
- 人口：約 59,185,500 人（2021年公式推計）[6]
- 人口密度：125人/km2
- 住民：マレー人、アチェ人、バタク人、ミナンカバウ人
- 宗教：大半がイスラム教
- 産業：タバコ、茶、天然ゴム、パーム油などのプランテーション農業が行われるほか、パレンバンを中心とする石油、天然ガス、錫、ボーキサイト、石炭などの鉱産資源もある。全島の半分以上が森林に覆われ、木材伐採や開拓などの開発が進められている。

## 地震
この地方はインド・オーストラリアプレートとユーラシアプレートがぶつかり合うスンダ海溝（ジャワ海溝）があるため、たびたび大きな地震が発生している。特にマグニチュード (Mw) 9.1を記録した2004年12月26日のスマトラ島沖地震とそれに伴う津波では、北部アチェ州を中心に10万人以上が死亡した。
また、2009年9月30日に発生した地震ではMw 7.6を記録し、震源地に近い西スマトラ州で大きな被害が報告されている。

## 交通
- クアラナム国際空港 - メダン近郊の国際空港。
- 鉄道 - 北部（メダン）・中部（パダン）・南部（パレンバン-バンダールランプン間）の3か所にそれぞれ独立した鉄道が存在している。

## 名所
- ブキット・バリサン・セラタン国立公園（id:Taman Nasional Bukit Barisan Selatan） ‐ 広さ36万ヘクタールの熱帯雨林公園で、グヌン・ルセル国立公園、ケリンチ・セブラ国立公園とともに2004年に世界遺産に登録されたが、公園内における道路の建設計画や違法伐採、密猟などを理由に、2011年に危機遺産リストに追加された[7]。

## 生態系
スマトラ島には15,000種以上の植物、201種の哺乳類、580種の鳥類、多数の両生類などが確認されており、スマトラトラ、スマトラゾウ、スマトラサイやスマトラオランウータンなど固有種の一部は絶滅危惧種となっている。